# Віялохвістка малазійська
Віялохвістка малазійська (Rhipidura perlata) — вид горобцеподібних птахів родини віялохвісткових (Rhipiduridae).

## Поширення
Вид поширений на Суматрі, Борнео та на півдні Малайського півострова. Природним середовищем існування є субтропічні або тропічні вологі низинні ліси.